# 도로표지 및 신호에 관한 빈 협약
도로표지 및 신호에 관한 빈 협약은 교통표지, 신호등과 같은 도로 교통의 신호 시설에 대한 국제 협약이다.
1968년 10월 7일부터 11월 8일까지 빈에서 열린 도로 교통에 관한 유엔 경제사회이사회의 회의에서 국제 교통법의 표준화가 합의되어 체결되었고 1978년 6월 6일 발효되었다.
이 협약은 1931년 체결된 도로표지 통합을 위한 제네바 협약을 기반으로 작성되었으며 1949년의 제네바 의정서를 수정 증보하였다. 2003년에 표지판의 가독성, 로터리 진입의 우선 순위, 터널의 안전을 개선하기 위한 새 개정안이 채택되었다.
이전의 합의들을 비롯하여 빈 협약에 이르기 까지 국제 교통표지는 모두 20세기 서유럽의 도로 교통표지에 대한 합의에 따라 형성되었다. 이 합의들은 가능한 보편적 디자인을 따르도록 하고 있으나 약간의 변형은 허용되었다. 예를 들어 위험 경고 표지는 삼각형 또는 다이아몬드 모양이 될 수 있고, 도로 위의 표식은 흰색 또는 노란색일 수 있다. 국제연합 회원국 전체가 빈 협약을 비준한 것은 아니지만 현대의 거의 모든 국가의 교통표지와 신호 체계의 법적 기초는 이 협약을 바탕으로 하고 있다.
남아프리카 개발 공동체(Southern African Development Community, SADC)에 포함된 10개의 국가는 별도의 SADC-RTSM에 의한 교통표지 및 신호 체계를 사용하지만 실제 규칙은 이 협약과 유사하다.
미국의 교통 표지 및 신호 체계는 미국 연방통합교통관리국의 메뉴얼을 기반으로 하며 빈 협약에 따른 국제 표준에 비해 텍스트 사용이 더 많은 편이다. 캐나다와 오스트레일리아의 교통표지도 미연방 교통관리국의 기호 체계를 기반으로 한다. 남아메리카, 뉴질랜드, 아일랜드와 같은 곳이나 캄보디아, 일본, 태국, 말레이시아, 인도네시아와 같은 아시아의 여러 나라는 빈 협약의 국제 표준과 미국체계 양측에서 영향을 받은 교통표지를 사용하고 있다. 중미 통합 체제(Central American Integration System, SICA)로 묶여 있는 중앙아메리카의 경우 미국 체계와 유사한 별도의 협약으로 운영되고 있다.

## 규칙

### 도로 표지
빈 협약 제2조는 모든 도로 표지를 A에서 H까지 분류하고 있다.
- A: 주의표지
- B: 우선순위표지
- C: 금지표지
- D: 의무표지
- E: 특별규제표지
- F: 정보, 편의 또는 서비스 표지
- G: 위치 및 방향 지시 표지
- H: 부가표지

각 분류에 따른 색상과 크기, 모양의 규정은 아래와 같다.
| 표지 종류                   | 형태                                  | 배경                    | 태두리                | 크기                             | 기호                                       | 사례 |
| --------------------------- | ------------------------------------- | ----------------------- | --------------------- | -------------------------------- | ------------------------------------------ | ---- |
| 주의표지                    | 정삼각형                              | 백색 또는 황색          | 적색                  | 0.9 m (대)0.6 m (소)             | 흑색 또는 암청색 등                        |      |
| 주의표지                    | 다이아몬드                            | 황색                    | 흑색                  | 0.6 m (대)0.4 m (소)             | 흑색 또는 암청색 등                        |      |
| 우선순위표지                |                                       |                         |                       |                                  |                                            |      |
| 양보표지                    | 역정삼각형                            | 백색 또는 황색          | 적색                  | 0.9 m (대)0.6 m (소)             | 없음                                       |      |
| 정지표지                    | 팔각형                                | 적색                    | 백색                  | 0.9 m(대)0.6 m(소)               | 정지† 백색 글자                            |      |
| 정지표지                    | 원형                                  | 백색 또는 황색          | 적색                  | 0.9 m (대)0.6 m (소)             | 정지† 흑색 또는 암청색 글자                |      |
| 우선도로                    | 다이아몬드                            | 백색                    | 흑색                  | 0.5 m(대)0.35 m(소)              | 황색 또는 주황색 영역                      |      |
| 우선도로 종점               | 다이아몬드                            | 백색                    | 흑색                  | 0.5 m(대)0.35 m(소)              | 우선도로 표지 위로 흑색 또는 암회색 사선   |      |
| 반대편 차량 우선            | 원형                                  | 백색 또는 황색          | 적색                  | 규정없음                         | 반대편 흑색내차량 적색                     |      |
| 내차량 우선                 | 사각형                                | 청색                    | 없음                  | 규정없음                         | 내차량 백색반대편 적색                     |      |
| 금지표지                    |                                       |                         |                       |                                  |                                            |      |
| 표준 금지표지               | 원형                                  | 백색 또는 황색          | 적색                  | 0.6 m (대)0.4 m (소)             | 흑색 또는 암청색 등                        |      |
| 주차금지                    | 원형                                  | 청색                    | 적색                  | 0.6 m (대)0.2 m (소)             | 없음                                       |      |
| 주차금지                    | 원형                                  | 백색 또는 황색          | 적색                  | 0.6 m (대)0.2 m (소)             | 주차에 해당하는 흑색 이니셜 위로 붉은 사선 |      |
| 정차금지                    | 원형                                  | 청색                    | 적색                  | 0.6 m (대)0.4 m (소)             | 없음                                       |      |
| 금지 해제                   | 원형                                  | 백색 또는 황색          | 없음                  | 0.6 m (대)0.4 m (소)             | 흑색 또는 암회색 사선                      |      |
| 의무표지                    |                                       |                         |                       |                                  |                                            |      |
| 표준 의무표지               | 원형                                  | 청색                    | 없음흰색              | 0.6 m (대)0.4 m (소)0.3 m (최소) | 백색 등                                    |      |
| 표준 의무표지               | 원형                                  | 백색 또는 황색          | 적색                  | 0.6 m (대)0.4 m (소)0.3 m (최소) | 흑색 또는 암청색                           |      |
| 특별규제표지                |                                       |                         |                       |                                  |                                            |      |
| 모든 표지                   | 사각형                                | 청색                    | 규정없음              | 규정없음                         | 백색 등                                    |      |
| 모든 표지                   | 사각형                                | 밝은색                  | 규정없음              | 규정없음                         | 흑색 등                                    |      |
| 정보, 편의 또는 서비스 표지 |                                       |                         |                       |                                  |                                            |      |
| 모든 표지                   | 규정없음                              | 청색 또는 녹색          | 규정없음              | 규정없음                         | 사각형에 백색 또는 황색 등                 |      |
| 위치 및 방향 지시 표지      |                                       |                         |                       |                                  |                                            |      |
| 정보표지                    | 경우에 따라 화살표 모양이 붙는 사각형 | 밝은색                  | 규정없음              | 규정없음                         | 어두운색 등                                |      |
| 정보표지                    | 경우에 따라 화살표 모양이 붙는 사각형 | 어두운색                | 규정없음              | 규정없음                         | 밝은색 등                                  |      |
| 자동차전용도로              | 사각형                                | 청색 또는 녹색          | 규정없음              | 규정없음                         | 흰색 등                                    |      |
| 임시표지                    | 사각형                                | 황색 또는 주황색        | 규정없음              | 규정없음                         | 흑색 등                                    |      |
| 부가표지                    |                                       |                         |                       |                                  |                                            |      |
| 모든 표지                   | 규정없음                              | 백색, 황색, 또는 청색   | 흑색, 적색, 또는 청색 | 규정없음                         | 흑색 또는 암청색 등                        |      |
| 모든 표지                   | 규정없음                              | 흑색, 적색, 또는 암청색 | 백색, 청색, 또는 황색 | 규정없음                         | 백색, 청색 또는 황색 등                    |      |
| 표지종류                    | 형태                                  | 배경                    | 태두리                | 크기                             | 기호                                       | 사례 |

† 교통표지의 텍스트는 자국어 또는 영어 등의 국제 통용어로 작성될 수 있다.
빈 협약은 교통표지에 사용할 수 있는 기호와 그림 문자를 정하고 그 방향도 지정하였다. 복수의 기호가 사용 가능한 경우가 있기 때문에 한 국가 안에서는 이들 가운데 하나를 지정하여 전국적으로 동일하게 사용해야 한다. 야간에 사용될 필요가 없는 경우를 제외하면 모든 교통표지는 충분히 반사되어 헤드라이트 불빛으로 멀리서도 확인할 수 있어야 한다.

### 노면 표식
빈 협약의 규정에 의하면 모든 도로 위의 표식은 노면에서 높이 6 mm 이하이어야 하고 도로표지병의 경우 15 mm 이하여야 한다.  노면 표식은 백색 또는 황색으로 표시하여야 한다.
노면 표식의 길이와 너비는 따로 정한 규정이 없다. 차선은 파선을 기본으로 하고 가시성이 떨어지거나 차도가 좁아지는 등의 특수한 상황에서 연속선을 사용할 수 있다.
도로 위의 글자는 지명, "정지", "택시"와 같이 대부분의 언어에서 인식할 수 있는 단어여야 한다.

### 신호등
빈 협약이 정하는 신호등의 색상과 의미 및 사용 장소와 목적은 다음과 같다.
| 유형      | 모양               | 색상 | 색상           | 위치                                                     | 의미 |
| --------- | ------------------ | ---- | -------------- | -------------------------------------------------------- | --- |
| 점멸 없음 | 단순형             |      | 녹색           | 교차로, 터널 또는 다리 입구                              | 진행 |
| 점멸 없음 | 단순형             |      | 황색           | 교차로, 건널목, 선개교, 공항, 소방서 또는 연안여객터미널 | 가능하면 정지                                                                                                  |
| 점멸 없음 | 단순형             |      | 적색           | 교차로                                                   | 정지 |
| 점멸 없음 | 단순형             |      | 적색황색       | 교차로                                                   | 신호변경 예고                                                                                                  |
| 점멸 없음 | 왼쪽 화살표        |      | 녹색           | 교차로                                                   | 좌회전 |
| 점멸 없음 | 오른쪽 화살표      |      | 녹색           | 교차로                                                   | 우회전 |
| 점멸 없음 | 위쪽 화살표        |      | 녹색           | 교차로                                                   | 직진 |
| 점멸 없음 | 아래쪽 화살표      |      | 녹색           | 차선 위                                                  | 차선 이용 가능                                                                                                 |
| 점멸 없음 | 십자(×)            |      | 빨간색         | 차선 위                                                  | 차선 이용 불가                                                                                                 |
| 점멸 없음 | 대각선 하향 화살표 |      | 황색 또는 백색 | 차선 위                                                  | 차선 폐쇄 예정, 가리키는 방향으로 차선 변경                                                                    |
| 점멸      | 단순형             |      | 이중 적색      | 건널목, 출렁다리, 공항, 소방서 또는 연안여객터미널       | 정지 |
| 점멸      | 단순형             |      | 월광 백색      | 건널목                                                   | 진행 |
| 점멸      | 단순형             |      | 황색점멸       | 교차로를 제외한 모든 곳                                  | 주의 |
| 점멸      | 단순형             |      | 황색           | 교차로                                                   | 우선도로 진행 차량에 우선권 있음 양보표지에 따른 진행차량 일단 정지 위 규칙이 없는 경우 진행차량에 우선권 있음 |

적색 점멸은 위에 지정된 위치에서만 사용할 수 있으며 이를 다른 용도로 사용하는 것은 협약 위반이다. 적색등은 신호등이 세로인 경우 제일 위에 가로인 경우 다가오는 차량과 가장 가까운 곳으로 설치한다. 한국과 같이 오른쪽 주행이면 가장 왼쪽에 일본과 같이 왼쪽 주행이면 가장 오른쪽에 적색등이 놓인다.

## 협약 당사자
2022년 10월 현재 71개 당사국과 35개 서명국(가입국 포함)이 있다.
유럽 국가 가운데 빈 협약에 가입하지 않은 국가는 아일랜드, 아이슬란드, 몰타이고 안도라는 서명국이지만 아직 협약을 비준하지 않았다.
아시아의 캄보디아, 라오스 및 대한민국은 모두 서명국이지만 아직 비준하지 않았다.

## 같이 보기
- 도로 교통에 관한 빈 협약
- 유럽 교통표지 비교
- 미국 연방통합교통관리국의 영향을 받은 교통표지 비교
- 영어권 국가의 교통표지 비교